# Death Cult Armageddon
Death Cult Armageddon šesti je studijski album norveškog simfonijskog black metal-sastava Dimmu Borgir. Album je 8. rujna 2003. godine objavila diskografska kuća Nuclear Blast. Za pjesme "Progenies of the Great Apocalypse" i "Vredesbyrd" (koja je u potpunosti napisana na norveškom jeziku) bili su snimljeni i glazbeni spotovi.
Ilustracije u albumu prikazuju tvorničke scene u apokaliptičnoj atmosferi koje su također prisutne i u glazbenom spotu za "Progenies of the Great Apocalypse", a izradio ih je švicarski umjetnik Joachim Luetke. Većina pjesama također odražava zajedničku apokaliptičku temu. 
U SAD-u je album bio rasprodan u preko sto tisuća primjeraka.

## Popis pjesama
| 1.    | »Allegiance«                                                             | Silenoz           | Shagrath, Galder, Mustis            | 5:50 |
| 2.    | »Progenies of the Great Apocalypse«                                      | Silenoz           | Mustis                              | 5:17 |
| 3.    | »Lepers Among Us«                                                        | Silenoz           | Galder, Silenoz, Shagrath           | 4:44 |
| 4.    | »Vredesbyrd« (Breme bijesa)                                              | Silenoz           | Mustis, Shagrath, Silenoz           | 4:44 |
| 5.    | »For the World to Dictate Our Death«                                     | Silenoz           | Shagrath                            | 4:46 |
| 6.    | »Blood Hunger Doctrine«                                                  | Silenoz, Shagrath | Shagrath, Mustis                    | 4:39 |
| 7.    | »Allehelgens død i Helveds rike« (Smrt svih svetaca u kraljevstvu pakla) | Silenoz           | Silenoz, Galder, Mustis, ICS Vortex | 5:35 |
| 8.    | »Cataclysm Children«                                                     | Silenoz           | Galder, Silenoz                     | 5:15 |
| 9.    | »Eradication Instincts Defined«                                          | Silenoz           | Mustis, Silenoz                     | 7:12 |
| 10.   | »Unorthodox Manifesto«                                                   | Aldrahn, Silenoz  | Galder, Mustis, Silenoz, Shagrath   | 8:50 |
| 11.   | »Heavenly Perverse«                                                      | Silenoz           | Vortex, Galder, Shagrath            | 6:32 |
| 63:24 |                                                                          |                   |                                     |      |

| Bonus CD s Ozzfest inačice albuma | Bonus CD s Ozzfest inačice albuma                                       | Bonus CD s Ozzfest inačice albuma | Bonus CD s Ozzfest inačice albuma | Bonus CD s Ozzfest inačice albuma | Bonus CD s Ozzfest inačice albuma | Bonus CD s Ozzfest inačice albuma | Bonus CD s Ozzfest inačice albuma | Bonus CD s Ozzfest inačice albuma | Bonus CD s Ozzfest inačice albuma |
| Br.                               | Skladba                                                                 | Autor                             | Trajanje                          |                                   |                                   |                                   |                                   |                                   |                                   |
| --------------------------------- | ----------------------------------------------------------------------- | --------------------------------- | --------------------------------- | --------------------------------- | --------------------------------- | --------------------------------- | --------------------------------- | --------------------------------- | --------------------------------- |
| 1.                                | »Satan My Master« (obrada Bathoryja)                                    | Quorthon                          | 2:14                              |                                   |                                   |                                   |                                   |                                   |                                   |
| 2.                                | »Burn in Hell« (obrada Twisted Sistera)                                 | Dee Snider                        | 5:04                              |                                   |                                   |                                   |                                   |                                   |                                   |
| 3.                                | »Devil's Path« (inačica iz 2000.)                                       | Silenoz, Shagrath                 | 6:07                              |                                   |                                   |                                   |                                   |                                   |                                   |
| 4.                                | »Progenies of the Great Apocalypse« (orkestralna inačica; instrumental) | Mustis                            | 5:08                              |                                   |                                   |                                   |                                   |                                   |                                   |
| 5.                                | »Eradication Instincts Defined« (orkestralna inačica; instrumental)     | Mustis, Silenoz                   | 7:04                              |                                   |                                   |                                   |                                   |                                   |                                   |
| 25:37                             |                                                                         |                                   |                                   |                                   |                                   |                                   |                                   |                                   |                                   |

## Osoblje
| Dimmu Borgir - Shagrath — vokali - Silenoz — gitara - Galder — gitara - ICS Vortex — vokali (na pjesmama 2 i 7), bas-gitara - Mustis — sintesajzer, klavir - Nicholas Barker — bubnjevi Dodatni glazbenici - Abbath Doom Occulta — dodatni vokali (na pjesmama 2 i 11) - The City of Prague Philharmonic Orchestra — orkestracija - Charlie Storm — dodatni glazbeni uzorci i sintetika | Ostalo osoblje - Patrik Sten — dodatni inženjer zvuka - Fredrik Nordström — produkcija, inženjer zvuka, miksanje - Joachim Luetke — naslovnica, ilustracije - Arnold Lindberg — dodatni inženjer zvuka - Peter In de Betou — mastering - Gaute Storås — aranžman orkestralnih dijelova - Adam Klemens — dirigiranje - Alf Børjesson — fotografija |